# Vice Miljanić
Vice Miljanić (* 30. Mai 1998 in Zadar) ist ein kroatischer Fußballspieler.

## Karriere
Miljanić begann seine Karriere beim NK Istra 1961. Im Mai 2017 stand er erstmals im Profikader von Istra. Im September 2017 gab er dann im Cup sein Profidebüt. Im Dezember 2017 debütierte er gegen den NK Rudeš auch in der 1. HNL. Nach drei Einsätzen für Istra wechselte er im Januar 2018 zum Ligakonkurrenten Rudeš. Für Rudeš kam er bis zum Ende der Saison 2017/18 zu fünf Einsätzen in der höchsten kroatischen Spielklasse, in denen er ein Tor erzielte.
Nach einem halben Jahr bei Rudeš kehrte er zur Saison 2018/19 wieder zu Istra zurück. Dort absolvierte er zwei Partien, ehe er in der Winterpause nach Slowenien an den Zweitligisten NK Brda Dobrovo verliehen wurde. Für Brda spielte er bis Saisonende achtmal in der 2. SNL und machte dabei ein Tor. Zur Saison 2019/20 wurde er innerhalb Kroatiens an den Drittligisten NK Jadran Poreč weiterverliehen. Im Januar 2020 kehrte er zunächst wieder zu Istra zurück und spielte zweimal in der 1. HNL, ehe er bereits im Februar 2020 ein zweites Mal nach Poreč verliehen wurde.
Zur Saison 2020/21 kehrte er abermals nach Istra zurück, kam diesmal aber nicht mehr zum Zug. Im Februar 2021 verließ er den Verein schließlich endgültig und schloss sich dem Zweitligisten Inter Zaprešić an. In einem Jahr bei Inter absolvierte er 23 Partien in der 2. HNL und machte dabei vier Tore. Im Februar 2022 wechselte Miljanić ein zweites Mal nach Slowenien, diesmal zum Zweitligisten NK Drava Ptuj. In Ptuj absolvierte er zwölf Partien, in denen er sechsmal traf. Mit Drava stieg er zu Saisonende aber aus der 2. SNL ab.
Daraufhin wechselte der Stürmer zur Saison 2022/23 zum österreichischen Zweitligisten Floridsdorfer AC. Für den FAC erzielte er in jener Spielzeit acht Tore in 25 Einsätzen in der 2. Liga, womit er der beste Torschütze der Wiener war. Zur Saison 2023/24 wechselte er wieder zurück nach Slowenien, wo er sich dem Erstligisten NK Rogaška anschloss.